# Mubadala World Tennis Championship 2011
Il Mubadala World Tennis Championship 2011, precedentemente noto come Capitala World Tennis Championship, è stato un torneo esibizione di tennis disputato su campi di cemento. Si trattava della 3ª edizione dell'evento che si è svolto ad Abu Dhabi, dal 30 dicembre 2010 al 1º gennaio 2011. Vi hanno partecipato 6 giocatori fra i primi del mondo, con un montepremi in palio per il vincitore di 250.000 dollari. Il torneo si è giocato all'Abu Dhabi International Tennis Complex di Zayed Sports City ad Abu Dhabi negli Emirati Arabi Uniti. Era un torneo di preparazione all'ATP World Tour 2011.

## Partecipanti
1. Rafael Nadal ATP No. 1
2. Roger Federer ATP No. 2
3. Robin Söderling ATP No. 5
4. Tomáš Berdych ATP No. 6
5. Jo-Wilfried Tsonga ATP No. 13
6. Marcos Baghdatis ATP No. 20

## Campioni
Rafael Nadal ha battuto in finale  Roger Federer per 7–6(4), 7–6(3). Per Nadal si tratta del secondo titolo consecutivo in questo torneo di esibizione.